# مانیلا (آرکانزاس)
مانیلا (آرکانزاس) (به انگلیسی: Manila, Arkansas) یک شهر در ایالات متحده آمریکا با جمعیت ۳٬۰۵۵ نفر است که در آرکانزاس واقع شده‌است.

## موقعیت جغرافیایی
موقعیت جغرافیایی شهرها و مناطق اطراف به شرح زیر است: